# Handball-Oberliga Baden-Württemberg der Männer 2010/11
Die Handball-Oberliga Baden-Württemberg 2010/11 wurde unter dem Dach der Handballverbände Baden, Südbaden sowie  Württemberg organisiert. Sie ist die höchste Spielklasse des Verbundes und wird unterhalb der 3. Liga als vierthöchste Spielklasse im deutschen Ligensystem eingestuft.

## Saisonverlauf
Die Handball-Oberliga Baden-Württemberg 2010/11 war die elfte Ausspielung dieser Handballliga.

### Modus
Siebzehn Mannschaften spielten eine Vor- und Rückrunde. Nach Abschluss der daraus resultierenden Spieltage sind Meister und Vizemeister in die neu gegründete 3. Liga aufgestiegen und die letzten fünf Mannschaften in die vom Badischen-, Südbadischen- und Württembergischen-Handballverband organisierten Ligen abgestiegen.

## Teilnehmer
Nicht mehr dabei waren die Auf- und Absteiger der Vorsaison. Neu hinzukamen die Absteiger (A) der Regionalliga Süd und die Aufsteiger (N) aus den Verbandsligen.

Handballverband Baden

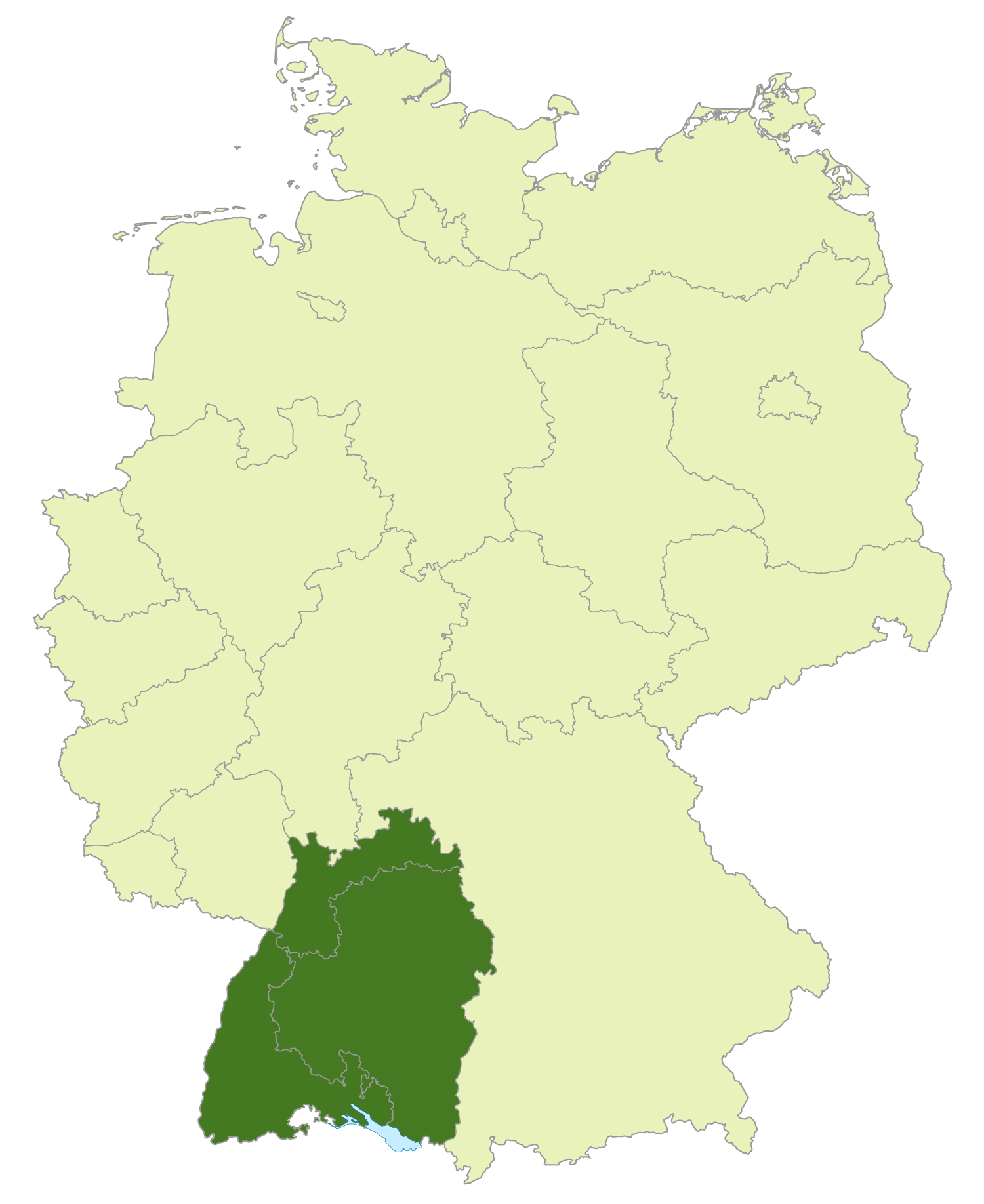
Bereich Handball-Oberliga
Baden-Württemberg

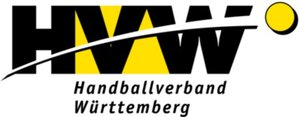
Handballverband Württemberg

### Abschlussplatzierungen
|  1. Stuttgarter Kickers  2. TSV Neuhausen/Filder (A) - 3. SG Kronau/Östringen II (A) - 4. HG Oftersheim/Schwetzingen (A) - 5. TSV Schmiden 1902 (N) - 6. TGS Pforzheim (N) - 7 VfL Pfullingen (N) - 8. TSV Altensteig - 9. HSG Langenau/Elchingen - 10 TV 08 Willstätt (N) - 11 SV Kornwestheim - 12 TB 1882 Kenzingen  13 SG Lauterstein  14 VfL Waiblingen  15 TV Oppenweiler  16 TSV Deizisau (A)  17 TSV Birkenau |

(A) = Absteiger aus der Regionalliga Süd (N) = neu in der Liga (R) = Rückzug
  Meister und Aufsteiger zur 3. Liga 2011/12
  Vizemeister und Aufsteiger zur 3. Liga 2011/12
- Für die Oberliga 2011/12 qualifiziert